# (2E,6E)-Farnésyle diphosphate synthase
La (2E,6E)-farnésyle diphosphate synthase est une transférase qui catalyse la réaction,,, :
géranyle diphosphate + isopentényle diphosphate  {\displaystyle \rightleftharpoons }  diphosphate + (2E,6E)-farnésyle diphosphate.
Cette enzyme intervient à la suite de la voie du méthylérythritol phosphate, qui convertit le pyruvate et le glycéraldéhyde-3-phosphate (G3P) en isopentényle diphosphate (IPP) et diméthylallyle diphosphate (DMAPP), et de la diméthylallyltranstransférase, qui condense ce dernier avec une seconde molécule d'IPP afin de produire du géranyle diphosphate (GPP) : c'est cette molécule-ci qui est à son tour condensée avec une troisième molécule d'IPP sous l'action de la (2E,6E)-farnésyle diphosphate synthase pour produire du (2E,6E)-farnésyle diphosphate, ce dernier étant enfin condensé avec une quatrième molécule d'IPP sous l'action de la géranylgéranyle diphosphate synthase pour produire du géranylgéranyle diphosphate. Tout comme cette dernière enzyme, la (2E,6E)-farnésyle diphosphate synthase est inhibée par des bisphosphonates.